# Lissonota electra
Lissonota electra là một loài tò vò trong họ Ichneumonidae.